# Ghiacciaio Anderson
Il ghiacciaio Anderson (in inglese Anderson Glacier) è un ghiacciaio lungo 20 km situato sulla costa di Foyn, nella parte orientale della Terra di Graham, in Antartide. Il ghiacciaio, il cui punto più alto si trova 213 m s.l.m., fluisce verso sud est fino ad entrare nell'insenatura Gabinetto, tra capo Casey e punta Balder, andando così ad alimentare quello che rimane della piattaforma di ghiaccio Larsen C.

## Storia
Il ghiacciaio Anderson fu fotografato per la prima volta nel 1947 durante la Spedizione antartica di ricerca Ronne, 1947—48, e lo stesso anno una spedizione del British Antarctic Survey, che all'epoca si chiamava ancora Falkland Islands and Dependencies Survey (FIDS), lo esplorò via terra. Proprio il FIDS lo battezzò così in onore di , nel dicembre del 1960 fu battezzato dal Comitato britannico per i toponimi antartici in onore di Sir John Anderson, 1° visconte Waverley, lord presidente del Consiglio e membro del gabinetto di guerra britannico.